# Rajd Mecsek 1983
Rajd Mecsek 1983 (16. Mecsek Rallye 1983) – 16. edycja rajdu samochodowego Rajd Mecsek rozgrywanego na Węgrezch. Rozgrywany był od 23 do 24 kwietnia 1983 roku. Rajd był druga rundą Rajdowego Pucharu Pokoju i Przyjaźni w roku 1983 i także pierwszą rundą Rajdowych Mistrzostw Węgier w roku 1983.

## Klasyfikacja rajdu
| Miejsce                                  | Kierowca               | Pilot                  | Samochód               | Czas                   | Strata                 |                        |
| Klasyfikacja generalna                   | Klasyfikacja generalna | Klasyfikacja generalna | Klasyfikacja generalna | Klasyfikacja generalna | Klasyfikacja generalna | Klasyfikacja generalna |
| ---------------------------------------- | ---------------------- | ---------------------- | ---------------------- | ---------------------- | ---------------------- | ---------------------- |
| 1.                                       | Václav Pech sen.       | Jan Soukup             | Škoda 130 RS           | 2:39:43                | –                      |                        |
| 2.                                       | Svatopluk Kvaizar      | Jiří Janeček           | Škoda 130 RS           | 2:40:19                | +36                    |                        |
| 3.                                       | Václav Blahna          | Pavel Schovánek        | Škoda 130 RS           | 2:43:10                | +3:27                  |                        |
| 4.                                       | Marian Bublewicz       | Ryszard Żyszkowski     | FSO Polonez 2000       | 2:45:24                | +5:41                  |                        |
| 5.                                       | Zdeněk Pipota          | Oldřich Gottfried      | Škoda 130 RS           | 2:45:48                | +6:05                  |                        |
| 6.                                       | Sergiy Vukovych        | Andris Zvingevics      | Lada VAZ 21011         | 2:48:37                | +8:54                  |                        |
| 7.                                       | Vallo Soots            | Toomas Putmaker        | Lada VAZ 21011         | 2:50:03                | +10:20                 |                        |
| 8.                                       | János Hideg            | Zoltán Kecskeméti      | Lada VAZ 21011         | 2:50:19                | +10:36                 |                        |
| 9.                                       | Zoltán Barka           | József Horváth         | BMW 2002 Tii           | 2:51:14                | +11:31                 |                        |
| 10.                                      | László Szuhanyik       | Tibor Homan            | Lada VAZ 21011         | 2:52:16                | +12:33                 |                        |
| Klasyfikacja RPPiP                       |                        |                        |                        |                        |                        |                        |
| 1.                                       | Václav Pech sen.       | Jan Soukup             | Škoda 130 RS           | 2:39:43                | –                      |                        |
| 2.                                       | Svatopluk Kvaizar      | Jiří Janeček           | Škoda 130 RS           | 2:40:19                | +36                    |                        |
| 3.                                       | Václav Blahna          | Pavel Schovánek        | Škoda 130 RS           | 2:43:10                | +3:27                  |                        |
| 4.                                       | Marian Bublewicz       | Ryszard Żyszkowski     | FSO Polonez 2000       | 2:45:24                | +5:41                  |                        |
| 5.                                       | Zdeněk Pipota          | Oldřich Gottfried      | Škoda 130 RS           | 2:45:48                | +6:05                  |                        |
| 6.                                       | Sergiy Vukovych        | Andris Zvingevics      | Lada VAZ 21011         | 2:48:37                | +8:54                  |                        |
| 7.                                       | Vallo Soots            | Toomas Putmaker        | Lada VAZ 21011         | 2:50:03                | +10:20                 |                        |
| 8.                                       | János Hideg            | Zoltán Kecskeméti      | Lada VAZ 21011         | 2:50:19                | +10:36                 |                        |
| 9.                                       | László Szuhanyik       | Tibor Homan            | Lada VAZ 21011         | 2:52:16                | +12:33                 |                        |
| Klasyfikacja Rajdowych Mistrzostw Węgier |                        |                        |                        |                        |                        |                        |
| 1.                                       | János Hideg            | Zoltán Kecskeméti      | Lada VAZ 21011         | 2:50:19                | 0.00                   |                        |
| 2.                                       | Zoltán Barka           | József Horváth         | BMW 2002 Tii           | 2:51:14                | +55                    |                        |
| 3.                                       | László Szuhanyik       | Tibor Homan            | Lada VAZ 21011         | 2:52:16                | +1:57                  |                        |